# Jeffrey Eugenides

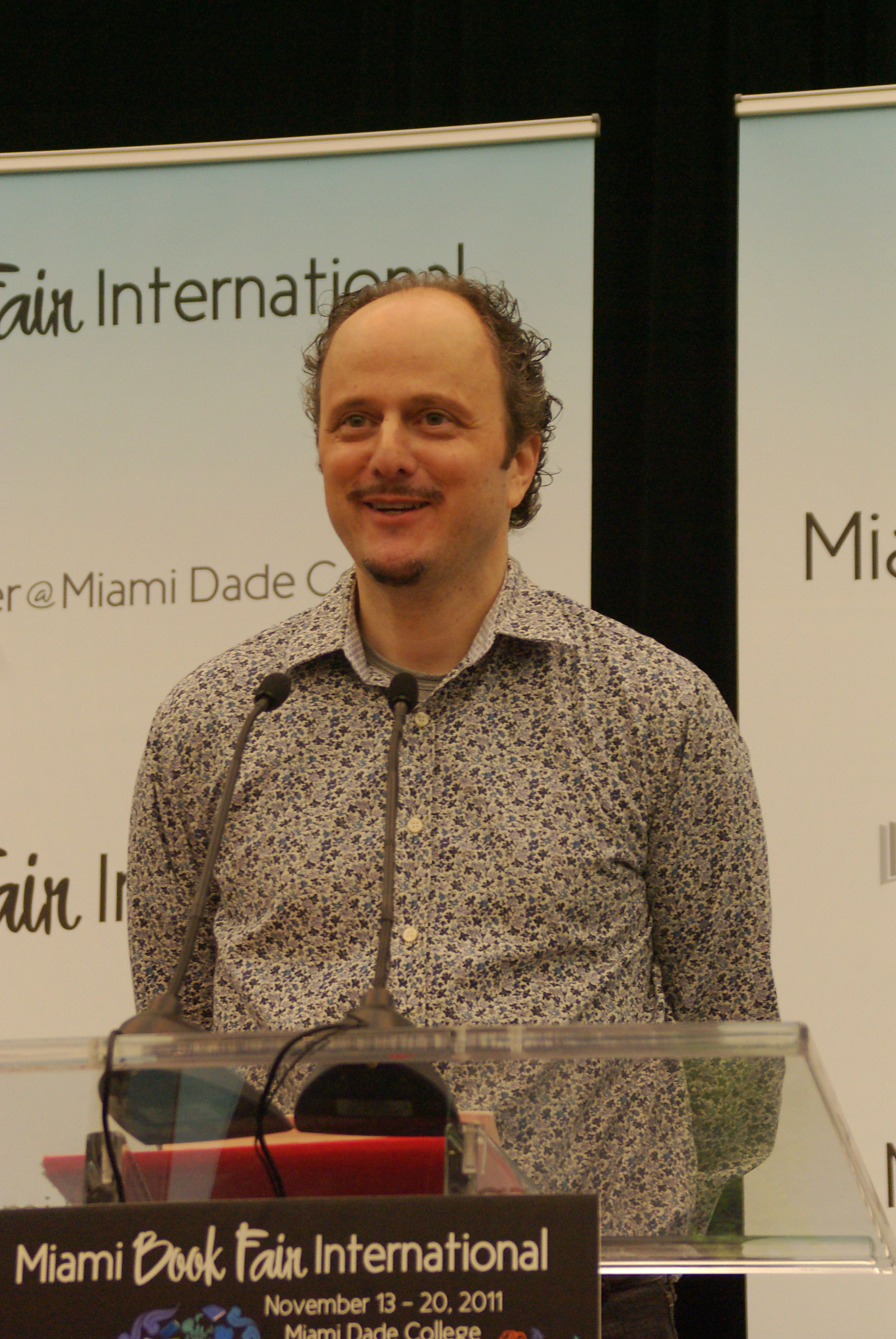
Jeffrey Eugenides i Miami 2011.

Jeffrey Kent Eugenides, född 8 mars 1960 i Detroit, Michigan, är en amerikansk författare med grekiska och irländska rötter. 

## Biografi
Eugenides studerade vid University Liggett School, och därefter fram till 1983 vid Brown University. Han tog senare en examen i kreativt skrivande vid Stanford University. 1986 fick han ta emot Nicholl Fellowship för sin berättelse Here Comes Winston, Full of the Holy Spirit. Hans roman, The Virgin Suicides, 1993 filmatiserades under samma namn Virgin Suicides, 1999 av Sofia Coppola.
Eugenides bor i Princeton, New Jersey med sin fru, fotografen och skulptören Karen Yamauchi, och deras dotter.
Hans roman, Middlesex, 2002 vann Pulitzerpriset för skönlitteratur och Ambassador Book Award. Delar av romanen utspelar sig i Berlin, Tyskland, där Eugenides bodde mellan åren 1999 till 2004. 
Eugenides är också redaktör för novellsamlingen, My Mistress's Sparrow is Dead.

### Romaner
- 1993 – Dödens jungfrur (The Virgin Suicides)
- 2002 – Middlesex
- 2011 – En kärlekshandling (The Marriage Plot)

### Novellsamlingar
- 1996, Air Mail
- 1996, Baster
- 2005, Early Music
- 2017, Fresh Complaint (Tidig musik, översättning: Niclas Nilsson, Norstedts, 2019)

## Priser och utmärkelser
- Pulitzerpriset för skönlitteratur 2003 för Middlesex